# Compagnie des chemins de fer des Vosges
La compagnie des chemins de fer des Vosges est une compagnie ferroviaire de la deuxième moitié du XIXe siècle, concessionnaire de plusieurs lignes d'intérêt local dans le département des Vosges. 

## Lignes concédées
- 1867, ligne d'Arches à Laveline, par ou près Bruyères (21 km),
- 1873, ligne de Laveline à Saint-Dié-des-Vosges avec embranchements vers Granges et vers Fraize (38 km),
- 1875, la ligne de Granges à Gérardmer.

## Histoire
Le réseau construit par la Compagnie des Vosges était à voie normale unique ; il fut ouvert de 1869 à 1878. 
Ses premiers administrateurs sont MM. de Péronne (François-Édouard), Fournier (Édouard), Simette (Théodore), Nouette-Delorme (Albert-Joseph) et Retournard (François).
Vice-président du conseil d'administration de la compagnie, Édouard Fournier en est par ailleurs le directeur. Ingénieur des Ponts et chaussées, né à Saint-Gorgon le 21 février 1819 et décédé à Épinal le 3 mai 1881, chevalier de la Légion d'honneur en janvier 1877, M. Fournier fut un acteur important du développement des chemins de fer d'intérêt local dans le département des Vosges, participant également au projet de ligne de Charmes à Rambervillers et à celui de la ligne de Remiremont à Cornimont.
Constituée pour obtenir la concession du chemin de fer d’intérêt local de Laveline à Saint-Dié, avec embranchements sur Gérardmer et sur Fraize, la compagnie des chemins de fer des Vosges succède également à la Société anonyme du chemin de fer de la Vologne, rétrocessionnaire de la ligne d'intérêt local d'Arches à Laveline, concédée en 1867 par le département des Vosges à MM. Galtier et de Péronne.
Sur sa demande, la compagnie est rachetée par l'État, au travers d'une convention signée le 10 décembre 1880 et approuvée par une loi du 14 avril 1881, qui classe en outre les lignes citées dans le réseau d'intérêt général. L'exploitation est confiée alors à titre provisoire à la Compagnie des chemins de fer de l'Est puis en 1883, à titre définitif.
Il semble que la liquidation de la compagnie n'ait pas eu lieu avant 1912 ; en effet, l’Est républicain du 12 octobre 1912 annonce qu’« il est distribué une sixième et dernière répartition de 1 fr. 60 par action » de cette compagnie en liquidation.